# Tibor Rabóczkay
Tibor Rabóczkay (Becej, Hungria, 11 de maio de 1941) é engenheiro químico pela Escola Politécnica da USP e político brasileiro; pós-graduado lato sensu pela Fundação Escola de Sociologia e Política em Política.
Está como professor titular do Departamento de Química Fundamental do Instituto de Química da Universidade de São Paulo.
É um dos principais ideólogos do Partido Verde brasileiro, ao lado de Fernando Gabeira e Rogério Portanova. Considerado polêmico e verde radical pela sua insistência em o Partido Verde caminhar sem alianças, dando preferência a acordos pontuais em lugar de integrar bases de apoio. Crítico da excessiva concentração do poder no partido e da falta de rotatividade nos cargos, acabou sendo afastado dos núcleos decisórios. Graças a sua obra "Repensando o Partido Verde brasileiro", porém, contribui significativamene para a formação dos ativistas e do pensamento político verde. Tendo iniciado sua participação política no início dos anos noventa, seu pensamento político diverge do verde-vermelho. Foi candidato a deputado federal em 2002.
Participou de uma mobilização das bases do PV no sentido de resgatar processos democráticos, mobilização derrotada pela direção fisiologista do partido - a executiva permanentemente provisória.

## Obras
- O futuro no passado - Uma visão sociobiológica, Ateniense, 1996.
- Repensando o Partido Verde brasileiro, Ateliê, 2004.